# Falkland Oil and Gas Limited
Falkland Oil and Gas Ltd., abreviado como FOGL, es una empresa de energía registrada en las Islas Malvinas y con sede en Londres, Reino Unido. Su negocio se basa en la exploración de reservas de petróleo en alta mar frente a las costas de las Malvinas. Tiene permiso de la administración británica de las islas para extraer petróleo de una serie de bloques hacia el este y el sur de las Malvinas, y se ha asociado con BHP Billiton para hacer la extracción. Estas exploraciones  realizadas sobre la base de permisos otorgados por la administración británica de las islas son consideradas ilegales por la República Argentina, que reclama la soberanía de las islas.
FOGL cotiza en el Alternative Investment Market de la Bolsa de Valores de Londres, con una participación del 8,2% siendo propiedad de Falkland Islands Holdings. La compañía emitió una oferta pública inicial el 14 de octubre de 2004, debutando en un precio de 40 peniques. Para 2010, FOGL estima que sus cuatro mejores prospectos podrían contener 8000 millones de barriles de petróleo, con un máximo de 60 mil millones de barriles en total en todos los sectores de las costas de las Malvinas. El precio de la acción alcanzó un máximo de 267 peniques en junio de 2010, pero cayó a la mitad, el 12 de julio de 2010, cuando se descubrió que uno de sus pozos de prospectos, "Toroa", estaba vacío. Sin embargo recientemente la compañía ha recaudado suficiente dinero para hacer dos perforaciones frente a las costas de las Malvinas, éstas se llevarán a cabo después de las perforaciones realizadas por Borders & Southern. El primer sitio es llamado "Loligo" y el segundo sitio es aún desconocido.